# Жабагин, Асыгат Асиевич
Асыгат Асиевич Жабагин (29 декабря 1948, Павлодар, Казахская ССР) — государственный деятель Республики Казахстан, глава Павлодарской областной администрации (1992—1993), заместитель Премьер-министра Республики Казахстан (1993—1994), советник Премьер-министра Республики Казахстан 1998—1999). Председатель совета директоров ОАО KEGOC, член совета директоров ЗАО «Казахойл».

## Биография
Родился 29 декабря 1948 года в городе Павлодаре. В 1971 году окончил Казахский политехнический институт им. В. И. Ленина по специальности «Тепловые электрические станции». Происходит из рода шегендык племени аргын.
В 1971—1973 — машинист энергоблока Ермаковской ГРЭС.
В 1973—1977 — первый секретарь Ермаковского горкома ЛКСМК.
В 1977—1978 — заведующий отделом Ермаковского горкома партии.
В 1978—1981 — инструктор, заместитель заведующего отделом Павлодарского обкома партии.
В 1981—1987 — заместитель управляющего РЭУ «Павлодарэнерго».
В 1987—1988 — генеральный директор ПО «Алтайэнерго», г. Усть-Каменогорск.
В 1988—1991 — секретарь Северо-Казахстанского обкома партии.
В 1991—1992 — начальник управления организации материально-технического снабжения Минэнерго РК.
В 1992—1993 — глава Павлодарской областной администрации.
В 1993—1994 — заместителем Премьер-министра Республики Казахстан.
В 1994—1997 — председатель Совета директоров АО «Ансат».
В 1998 Министр энергетики, индустрии и торговли Республики Казахстан.
В 1998—1999 — советник Премьер-министра Республики Казахстан.
В 1999 г. — президент Нефтяного союза Казахстана.
С 2000 г — президент АО «Республиканский инновационный фонд». Член совета директоров ЗАО «Казахойл».

## Конфликт с журналистом Г. Бендицким
В 2003 году журналист еженедельной газеты «Время» Геннадий Бендицкий опубликовал статьи, в которых делал вывод о причастности «Республиканского инновационного фонда» и его руководства к похищению денег, которыми Минобороны РК расплачивалось по долгам перед Лианозовским электромеханическим заводом и «Мотор Сич». В ответ Асыгат Жабагин подал иск в Жетысуйский районный суд № 2 (Алма-Ата) с просьбой возбудить уголовное дело против журналиста за клевету. Дело вызвало широкий резонанс в журналистском и правозащитном сообществе, проводились митинги в защиту Бендицкого; журналист был оправдан.

## Личная жизнь
Женат. Дочь, сын, внучка.

## Награды
- Орден Почёта «Құрмет»,
- медали.